# Уильямс, Джозеф М.
Джозеф Уильямс (18 августа 1933 — 22 февраля 2008) — американский лингвист и автор популярных учебников по письменной риторике и аргументации.
Уильямс учился в Университете Майами (штат Огайо). В 1966 году он защитил докторскую диссертацию в области английского языка и лингвистики в Университет Мэдисона-Висконсина. С 1965 года и до своего ухода на пенсию в 1999 году Уильямс преподавал в Чикагском университете на факультете английского языка и литературы.

## Биография
Уильямс начинал как исследователь английского языка. В книге «Происхождение английского языка: социальная и лингвистическая история» (Origins of the English Language: A Social & Linguistic History) он прослеживает историю английского языка от происхождения человека до сегодняшних дней. Его интерес к изучению тесных взаимосвязей между грамматикой и риторикой проявился в другой его ранней работе — «Новый английский: структура, форма, стиль» (The New English: Structure, Form, Style) и в наиболее яркой форме выразился в книге «Стиль: уроки ясности и красоты» (Style: Lessons in Clarity and Grace), примечательном учебнике по стилю письменного изложения. На русском языке эта книга вышла под названием «Стиль: десять уроков для начинающих авторов».
В «Стиле» Уильямс формулирует и энергично защищает два основных принципа, гласящих, «писать ясно — хорошо, и делать это может каждый» . Чтобы добиться этого, Уильямс предлагает чёткие шаги, как сделать предложения и абзацы сначала ясными, а затем красивыми. Чтобы предложение сделать ясным, следует выражать действия в конкретных глагольных сказуемых. Абзацы становятся связными, когда в предложениях есть ощущение «плавного течения», и согласованными, когда абзацы воспринимаются как единое целое.
Выразительность зависит от того, как предложения заканчиваются. Для красивых предложений и абзацев характерна краткость, согласованная форма (предложения скоординированы и не имеют длинных вставных конструкций) и изящество (в предложениях уравновешены синтаксис, значение, звучание и ритм). В более поздних изданиях Уильямс обсуждает этику письменного изложения, понимаемую им как социальное взаимодействие между автором и читателем, и даёт советы, как создавать согласованные документы.
В соавторстве со своими многолетними университетскими коллегами — Уэйном Бутом и Грегори Коломбом Уильямсом написана книга «Искусство исследования» [где слово "Искусство" по значению ближе к "Ремеслу", последовательной работе для достижения цели] (The Craft of Research), вышедшая на русском языке под названием «Исследование: шестнадцать уроков для начинающих авторов». Книга призвана помочь в планировании и проведении исследования и написании заключительного отчёта по его результатам. Авторы понимают написание исследовательского отчёта как «мышление на бумаге, учитывающее точку зрения читателей» . Рассматривая исследовательскую аргументацию, Уильямс и его коллеги развивают известную формальную модель аргументации Стивена Тулмина. В следующей книге, «Искусство аргументации» (The Craft of Argument), Уильямс и Коломб рассматривают аргументацию в целом. Авторы утверждают, что в аргументации «вопросы и ответы не только ищут истины, но и создают средства убеждения, которые изыскивает риторика» .

## Книги
- The New English: Structure, Form, Style. New York: Free Press (1975)
- Origins of the English Language: A Social and Linguistic History. New York: Free Press (1975, 1986)
- Style: Lessons in Clarity and Grace. Glenview, Ill.: Scott, Foresman (1981, 1985, 1989), New York: HarperCollins (1989, 1994), New York: Longman (1997, 2000, 2003), Toronto: Longman (2005), New York: Pearson Longman (2005, 2007)
- Style: Toward Clarity and Grace. Chicago: University of Chicago Press (1990, 1995) with two chapters coauthored by Gregory G.Colomb
- The Craft of Research. Chicago: University of Chicago Press (1995, 2003, 2008) with Wayne C. Booth and Gregory G.Colomb
- The Craft of Argument. New York: Longman (2001, 2003, 2007) with Gregory G.Colomb
- Style : The Basics of Clarity and Grace. New York: Pearson Longman (2003, 2006)
- A Manual for Writers of Research Papers, Theses, and Dissertations, Seventh Edition: Chicago Style for Students and Researchers. Chicago: University of Chicago Press (2007) by Kate L. Turabian, revised together with Wayne C. Booth, Gregory G.Colomb, and The University of Chicago Press Editorial Staff

## Переводы на русский язык
- Стиль: десять уроков для начинающих авторов. М.: Флинта: Наука, 2003, 2005
- Исследование: шестнадцать уроков для начинающих авторов. М.: Флинта: Наука, 2004, 2007